# پی‌یر موندی
پی‌یر موندی (فرانسوی: Pierre Mondy‎؛ ۱۰ فوریهٔ ۱۹۲۵ – ۱۵ سپتامبر ۲۰۱۲) بازیگر اهل فرانسه بود.
از فیلم‌ها یا برنامه‌های تلویزیونی که وی در آن نقش داشته‌است، می‌توان به هدیه، حادثه‌ای در ترن، وقتی زنی دخالت می‌کند، قفسی برای دیوانگان، مرد و سگش، بدون گذاشتن نشانی، بلوار، زنان ضعیف هستند، راه جوانی، کنت دو مونت-کریستو، و ملاقات در ژوئیه اشاره کرد.